# Escomberesòcids
Els escomberesòcids (Scomberesocidae) són una família de peixos marins epipelàgics, inclosa en l'ordre Beloniformes. Es distribueixen per aigües superficials temperades i tropicals de tots els oceans.

## Gèneres i espècies
Existeixen només quatre espècies agrupades en dos gèneres:
- Gènere Cololabis (Gill, 1896)
  - Cololabis adocetus (Böhlke, 1951)
  - Cololabis saira (Brevoort, 1856)
- Gènere Scomberesox (Lacepède, 1803)
  - Scomberesox saurus (Walbaum, 1792) trumfau, agulla tonyinera
  - Scomberesox simulans (Hubbs and Wisner, 1980)